# Sunds
Sunds är en ort i Danmark.   Den ligger i Hernings kommun och Region Mittjylland. Sunds ligger 45 meter över havet och antalet invånare är 4 111.  Sunds ligger vid Sunds Sø och närmaste större samhälle är Herning, 8 km söder om Sunds. 